# Fairey Fawn
Fairey Fawn – brytyjski lekki samolot bombowy z okresu międzywojennego.

## Historia
Samolot został skonstruowany przez F. Duncansona, jako następca lekkiego samolotu bombowego z okresu I wojny światowej DH.9A. Był to dwupłat o konstrukcji drewnianej, dwumiejscowy, wyposażony w silnik widlasty. Oblot pierwszego prototypu odbył się 8 marca 1923 roku. Następnie zbudowano kolejne 4 prototypy, różniące się długością i typem zastosowanego silnika. 
Po badaniach fabrycznych i wojskowych samolot skierowano do produkcji seryjnej, w czasie produkcji jednak modyfikowano ten samolot. 
Wersje samolotów:
- Mk I – wersja podstawowa wyposażono w silnik „Napier Lion II”
- Mk II – wersja produkowana seryjnie, jak wersja podstawowa, wyprodukowano 50 samolotów
- Mk III – wersja zmodyfikowana wyposażona w silnik „Napier Lion V”, wyprodukowano 16 samolotów
- Mk IV – wersja z silnikiem „Napier Lion VI”, wyprodukowane 4 samoloty

Łącznie w latach 1923–1926 zbudowano 70 samolotów tego typu i dodatkowo 5 prototypów samolotu.

## Użycie w lotnictwie
Samoloty Fairey Fawn wprowadzono do lotnictwa brytyjskiego na początku 1924 roku, gdzie były użytkowne do grudnia 1926 roku. Były na wyposażeniu dywizjonów:
- 12 (kwiecień 1924 – grudzień 1926)[3]
- 11 (kwiecień 1924 – grudzień 1926)[4]
- 100 (maj 1925 – grudzień 1926)[5].

Następnie skierowane został do lotnictwa rezerwowego (ang. Auxiliary Air Force), gdzie znalazły się na wyposażeniu dywizjonów:
- 503 (City of Lincoln) (październik 1926 – luty 1929)[6]
- 602 (City of Edinburgh) (wrzesień 1927 – wrzesień 1929)[7].

W 1929 roku ostatecznie zostały wycofane z lotnictwa brytyjskiego.

## Opis techniczny
Samolot Fairey Fawn był dwupłatem o konstrukcji w większości drewnianej.
W kadłubie w przedniej części umieszczono silnik widlasty w układzie W, 12-cylindrowy, chłodzony cieczą. Za nim znajdowała się kabina pilota, a potem kabina obserwatora. 
Samolot był uzbrojony 1 karabiny maszynowe kal. 7,7 mm umieszczone w kadłubie i obsługiwane przez pilota. Jeszcze jeden ruchomy karabin maszynowy kal. 7,7 mm umieszczono na stanowisku obserwatora. Przewoził bomby: 2 o wadze 100 kg lub 4 o wadze 50 kg.
Podwozie klasyczne, stałe z płozą ogonową.
Napęd stanowiły silnik widlasty o mocy 468 KM.